# Beatriz Argimón
Beatriz Argimón Cedeira (Montevideo, 14 de agosto de 1961) es una escribana y política uruguaya perteneciente al Partido Nacional. Fue la 18.ª vicepresidenta de Uruguay desde el 1 de marzo de 2020 hasta el 1 de marzo de 2025 bajo la presidencia de Luis Lacalle Pou, siendo la primera mujer electa en ocupar el cargo. Previamente se desempeñó como Representante Nacional por el departamento de Montevideo y como Presidente del Directorio del Partido Nacional. Desde noviembre de 2020, es miembro del Comité Ejecutivo de la Unión Interparlamentaria.
Comenzó su militancia en las juventudes del partido a los 17 años de edad, y tras 30 años de militante ha tenido cargos como Edila de Montevideo y Representante Nacional. Es activista por los derechos de las mujeres, y fue una de las fundadoras de la "Red de Mujeres Políticas" y de la "Bancada Bicameral Femenina" de la Asamblea General. Es secretaria general y líder de su Agrupación Nacional Futuro Nacional.

## Biografía
Nació el 14 de agosto de 1961 en el Centro de Montevideo como hija de Juan Carlos Argimón, un funcionario público herrerista y María Esther Cedeira, una ama de casa wilsonista. Su abuela paterna tuvo hermanos que participaron en luchas con Aparicio Saravia, y su abuelo era militante del Movimiento Nacional de Rocha. Cursó sus estudios primarios en la Escuela N.º 8 "República de Haití" de Montevideo, mientras que los secundarios los realizó en el Colegio Nacional José Pedro Varela. Cuando cursaba el segundo año de bachillerato, su padre que se desempeñaba como gerente de la terminal pesquera de Industrias Loberas y Pesqueras del Estado fue destituido por la dictadura cívico-militar, pero reintegrado en el cargo una vez finalizado el régimen.
En 1989 egresó de la Universidad de la República con el título de Escribana Pública, y ejerció durante diez años Asimismo, cursó estudios sobre derechos humanos y familia. Mientras estudiaba comenzó a trabajar como administrativa en la Administración Nacional de las Obras Sanitarias del Estado, posición a la que accedió tras ganar un concurso público.
En 2007 actuó junto con Glenda Rondán y varias actrices y mujeres públicas uruguayas en la obra teatral Los monólogos de la vagina, a beneficio de la Casa de la Mujer y en aras de denunciar la violencia de género contra la mujer. Entre 2008 y 2011 se desempeñó como panelista del programa de debates Esta boca es mía transmitido por Teledoce. Desde 2015 hasta 2017 presidió el Centro de Estudios y Formación Josefa Oribe. Asimismo, una de las conductoras, junto a María Noel Álvarez y Claudia Calace, del programa de televisión Diseñarte TV emitido por TNU, el cual tenía como objetivo la promoción de productos de fabricación nacional.
Es miembro fundadora y expresidente la Fundación Álvarez Caldeyro Barcia, que se ocupa de niños prematuros.

## Trayectoria política
Comenzó su militancia política a los 17 años en grupos de jóvenes de todos los partidos durante la dictadura cívico-militar. Cuatro meses después de egresar de la Universidad de la República fue candidata a Edila de Montevideo en las elecciones de 1989. 
Durante el período presidencial del presidente nacionalista Luis Alberto Lacalle fue directora del INAME (Instituto Nacional del Menor; actual INAU). Junto a la primera dama Julia Pou fundó la agrupación Acción Comunitaria (Lista 400), resultando electa Representante Nacional por Montevideo para la XLV Legislatura (2000-2005) en las elecciones generales de 1999.
Posteriormente adhirió a Correntada Wilsonista, volviendo a ser electa para integrar la Cámara de Representantes la XLVI Legislatura (2005-2010), convirtiéndose de esta manera, en la primera mujer reelecta en forma consecutiva en la historia del Partido Nacional. En el transcurso de 2007, se declaró independiente dentro del partido. 
En las elecciones internas de 2009 presentó su propia lista (Lista 2018), que apoyó la candidatura presidencial de Jorge Larrañaga. Desde ese año integra el Directorio del Partido Nacional. En 2014 apoyó la candidatura de Luis Lacalle Pou a la presidencia de la República, siendo una de sus suplentes en el Senado.
El 16 de abril de 2018 asumió la presidencia del Directorio del Partido Nacional, siendo la primera mujer en ocupar el cargo en los 182 años de historia de la agrupación.
En 2019 acompañó al candidato del Partido Nacional Luis Lacalle Pou como compañera de fórmula presidencial. Al no alcanzar ninguna de las fórmulas la mayoría absoluta de los votos, se realizó una segunda vuelta el 24 de noviembre, en la cual resultó ganadora la fórmula Lacalle Argimón.

## Vicepresidencia (2020-2025)

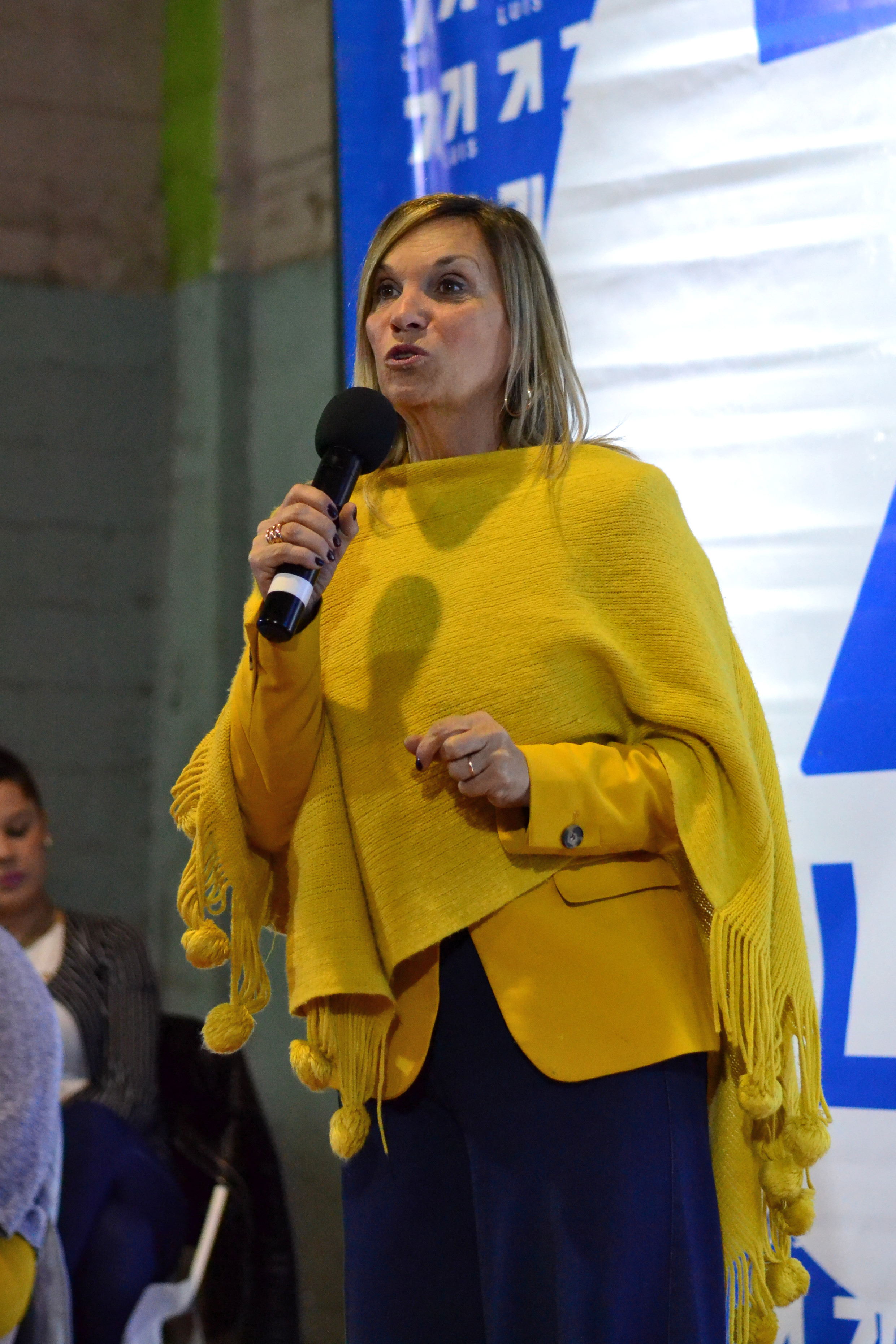
Beatriz Argimón en 2019.

En la noche del 30 de junio de 2019 tras su victoria en las elecciones internas, Luis Lacalle Pou la anunció como su candidata a la vicepresidencia para las elecciones generales de ese año.
En las elecciones generales, la fórmula Lacalle Pou-Argimón obtuvo el segundo puesto con alrededor del 29 por ciento de los votos. Al no alcanzar ninguna de las fórmulas la mayoría absoluta de los votos, se realizó una segunda vuelta el 24 de noviembre, en la cual la fórmula Lacalle-Argimón se impuso sobre la fórmula Martínez-Villar obteniéndose una leve ventaja, cuya confirmación por la Corte Electoral quedó pendiente del recuento de los votos durante toda una semana. El sábado 30 de noviembre, en su primer discurso como vicepresidente electa, Argimón reafirmó su compromiso por la lucha en aras de la igualdad de género. Juró el cargo ante la Asamblea General el 1 de marzo de 2020.

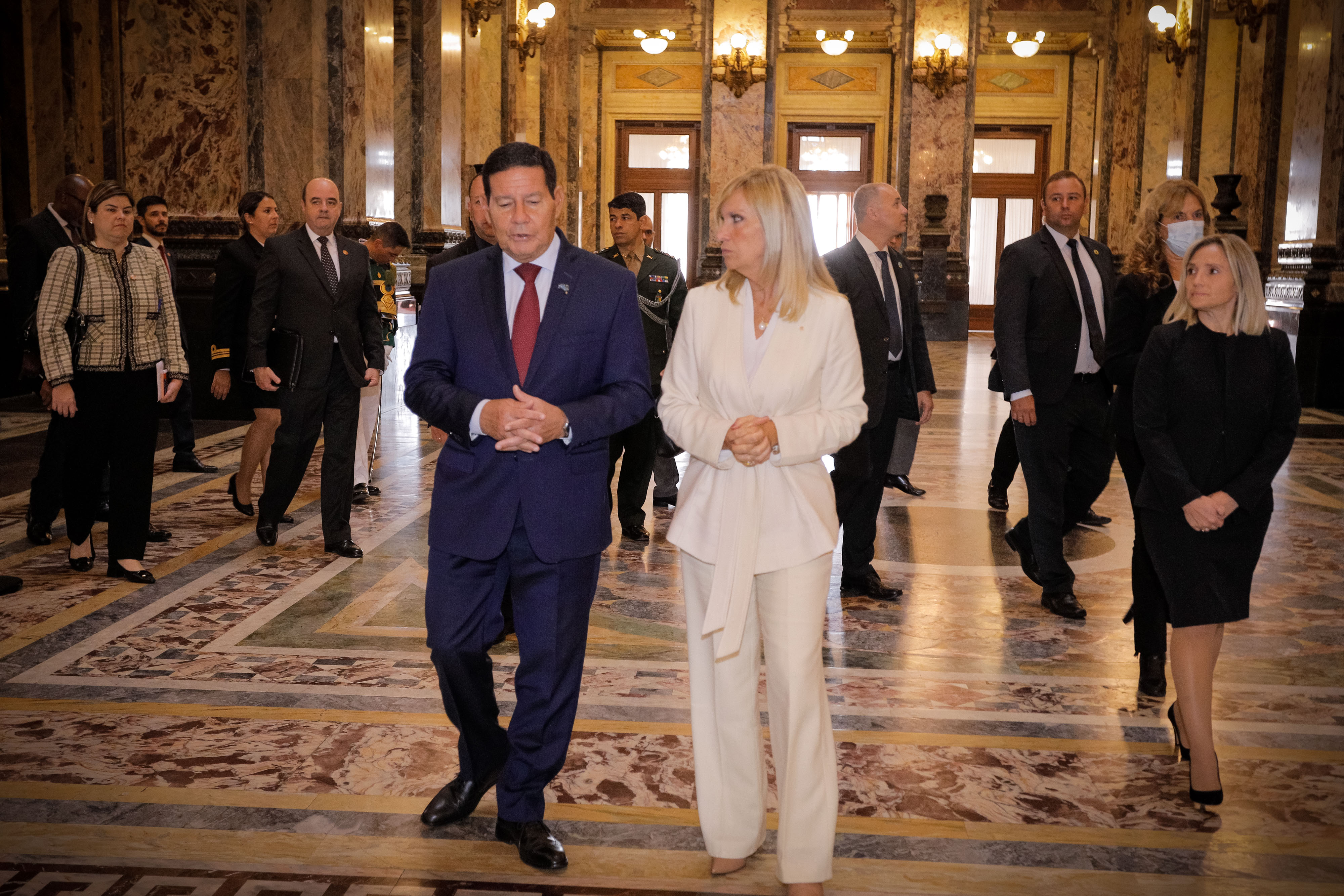
Argimón recorriendo el Palacio Legislativo del Uruguay junto a Hamilton Mourão, mayo de 2022.

Entre el 24 y el 30 de julio de 2021, Argimón participó en la Precumbre de las Naciones Unidas sobre Sistemas Alimentarios desarrollada en Roma. Por su parte, entre el 16 y el 24 de septiembre asumió la presidencia interina de la República debido a viaje del presidente Lacalle Pou a México y Estados Unidos.
En octubre de 2021, el entorno de Argimón lanza la nueva agrupación Futuro Nacional; ante el referéndum de marzo de 2022, la vicepresidenta se pronunció a favor de mantener la Ley de Urgente Consideración en todos sus términos.

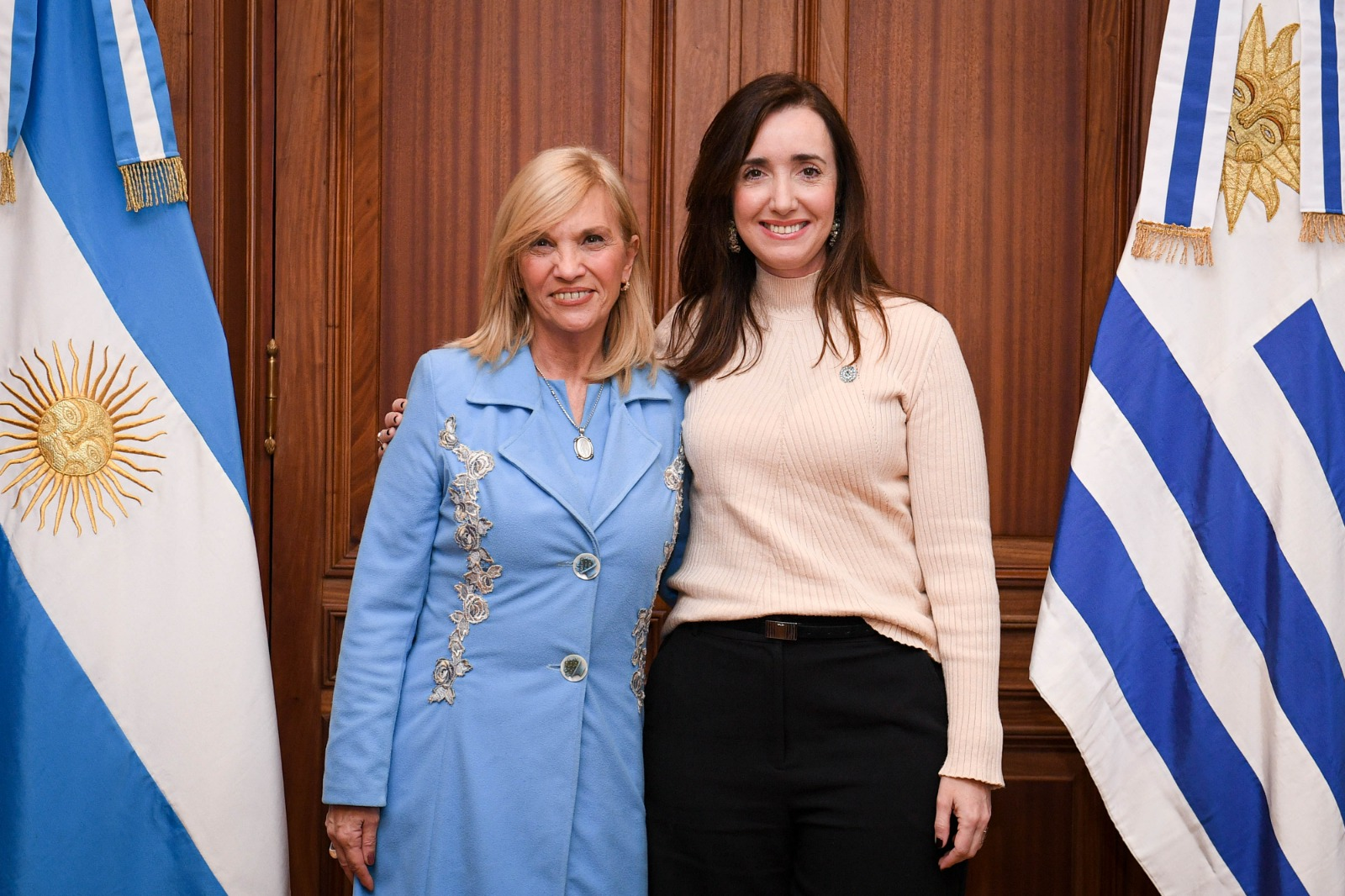
Argimón con la vicepresidente argentina Victoria Villarruel en agosto de 2024.

Entre el 24 y el 30 de noviembre, Argimón encabezó una delegación de legisladores uruguayos para asistir a la 143.ª Asamblea General de la Unión Interparlamentaria en Madrid, en la cual se buscó fomentar la presencia de personas jóvenes en las Cámaras. Graciela Bianchi asumió la vicepresidencia interinamente durante el período de ausencia.
En julio de 2022, Argimón formó parte de una delegación de la Unión Interparlamentaria que viajó a Ucrania en medio de la invasión rusa a ese país. El propósito del viaje, que también incluyó Rusia, era "contribuir a la paz" y "alentar el diálogo entre parlamentarios" entre ambas naciones.

## Vida personal
A los 23 años contrajo matrimonio con su novio, un ingeniero de sistemas y en 1986 nació su primera hija María Belén. Sin embargo, cuatro años después la pareja se divorció. Posteriormente se casó con quien sería el padre de su segundo hijo, Juan Santiago. En 2009 contrajo matrimonio en terceras nupcias con el abogado Jorge Fernández Reyes.